# Ficus nevesiae
Ficus nevesiae är en mullbärsväxtart som beskrevs av Carauta. Ficus nevesiae ingår i släktet fikonsläktet, och familjen mullbärsväxter. Inga underarter finns listade i Catalogue of Life.